# Österreichischer Handballbund
Het Österreichischer Handballbund (ÖHB) is de koepelorganisatie in Oostenrijk voor de beoefening van het handbal. De ÖHB organiseert het handbal in Oostenrijk en vertegenwoordigt het Oostenrijkse handbal op internationale sportevenementen.
De bond is opgericht op 25 januari 1925 en is lid van de Internationale handbalfederatie. Anno 2019 telde de bond 21.260 leden, verspreid over 155 verenigingen.

## Nationale ploegen
- Oostenrijks handbalteam (mannen)
- Oostenrijks handbalteam (vrouwen)
- Oostenrijks handbalteam junioren (mannen)
- Oostenrijks handbalteam junioren (vrouwen)
- Oostenrijks handbalteam jeugd (mannen)
- Oostenrijks handbalteam jeugd (vrouwen)

## Ledenaantallen
Hieronder de ontwikkeling van het ledenaantal en het aantal verenigingen:
| Jaar | Aantal leden | Aantal verenigingen |
| ---- | ------------ | ------------------- |
| 2019 | 21.260       | 155                 |
| 2018 | 24.272       | 171                 |
| 2017 | 24.196       | 170                 |
| 2016 | 23.683       | 170                 |
| 2015 | 22.991       | 169                 |
| 2014 | 22.551       | 169                 |
| 2013 | 22.226       | 166                 |
| 2012 | 22.025       | 164                 |
| 2011 | 21.315       | 158                 |
| 2010 | 20.149       | 151                 |
| 2009 | 20.056       | 149                 |
| 2008 | 19.296       | 142                 |
| 2007 | 17.624       | 152                 |
| 2006 | 17.466       | 138                 |
| 2005 | 17.243       | 137                 |
| 2004 | 17.243       | 138                 |
| 2003 | 15.317       | 138                 |
| 2002 | 8.686        | 133                 |
| 2001 | 8.441        | 132                 |
| 2000 | 6.714        | 131                 |
| 1999 | 6.304        | 124                 |
| 1998 | 6.981        | 110                 |